# بورخا غارسيا
بورخا غارسيا (بالإسبانية: Borja García Freire) (2 نوفمبر 1990 بمدريد في إسبانيا - ) هو لاعب كرة قدم إسباني في مركز الوسط. شارك مع منتخب إسبانيا تحت 19 سنة لكرة القدم. أما مع النوادي، فقد لعب مع رايو فايكانو ب ورايو فايكانو وريال مدريد كاستيا ونادي جيرونا ونادي قرطبة.

## وصلات خارجية
- بورخا غارسيا على موقع قاعدة بيانات كرة القدم.إي يو (الإنجليزية)
- بورخا غارسيا على موقع Soccerbase.com (لاعب) (الإنجليزية)
- بورخا غارسيا على موقع Soccerway.com (الإنجليزية)
- بورخا غارسيا على موقع AS.com (الإسبانية)